# Zheng Qinwen
Zheng Qinwen (* 8. Oktober 2002 in Shiyan, Provinz Hubei) ist eine chinesische Tennisspielerin. Ihr bislang größter Erfolg als Einzelspielerin ist der Gewinn der Goldmedaille bei den Olympischen Sommerspielen in Paris.

## Karriere
Zheng begann im Alter von sieben Jahren mit dem Tennisspielen. Sie spielt am liebsten auf Rasenplätzen. Im Nachwuchsbereich gehörte sie zu den besten ihres Jahrgangs und stieg in der Junioren-Weltrangliste bis auf Platz sechs. Zu ihren größten Erfolgen als Juniorin zählt der Gewinn des Doppelwettbewerbs bei der Méditerranée Avenir Casablanca an der Seite von Lea Ma 2017 sowie die im darauf folgenden Jahr errungenen Turniersiege beim PTT-ITF Junior Grade 1, dem Internazionale Citta di Santa Croce ‚‚Mauro Sabatini‘‘ sowie der Eddie Herr International Junior Championship. Außerdem stand sie im selben Jahr im Finale des Osaka Mayor’s Cup, in dem sie Clara Tauson unterlag. In der Einzelkonkurrenz der Nachwuchswettkämpfe der French Open sowie der US Open kam sie 2019 dann bis ins Halbfinale.
Ende 2017 gab Zheng ihr Debüt auf dem ITF Women’s Circuit, auf dem sie bislang acht Einzeltitel gewinnen konnte. 2019 trat sie erstmals auf der WTA Tour an, nachdem sie eine Wildcard für die Qualifikation des WTA 1000-Turniers in Miami erhalten hatte, schied jedoch in der ersten Runde aus. 2020 gewann sie die ersten Titel auf der ITF-Tour, drei der vier in der $25.000-Kategorie. Im Jahr darauf gewann sie in Staré Splavy bei einem $60.000 ITF-Turnier ihren bis dahin größten Titel. Anschließend qualifizierte sie sich in Palermo erstmals für das Hauptfeld eines WTA-Turniers und erreichte mit einem Sieg über Ljudmila Samsonowa auf Anhieb die zweite Runde.
Zum Auftakt der folgenden Saison stand Zheng in Melbourne zum ersten Mal in einem WTA-Halbfinale, musste sich dort aber Simona Halep geschlagen geben. Aufgrund ihrer verbesserten Weltranglistenplatzierung konnte Zheng bei den sich anschließenden Australian Open zum ersten Mal in der Qualifikation zu einem Grand-Slam-Turnier an den Start gehen. Nach drei Siegen gelang ihr der Sprung in das Hauptfeld. Sie besiegte zum Auftakt Aljaksandra Sasnowitsch, bevor sie in der zweiten Runde gegen Maria Sakkari ausschied. Dennoch konnte Zheng durch diesen Erfolg in die Top 100 der Weltrangliste vorstoßen. Danach gewann sie in Orlando einen weiteren ITF-Titel der $60.000-Kategorie.

## Erfolge

### Turniersiege Einzel
| Nr. | Datum              | Turnier               | Kategorie         | Belag             | Finalgegnerin      | Ergebnis       |
| --- | ------------------ | --------------------- | ----------------- | ----------------- | ------------------ | -------------- |
| 1.  | 29. August 2020    | Cordenons             | ITF $15.000       | Sand              | Mira Antonitsch    | 6:1, 6:0       |
| 2.  | 6. September 2020  | Marbella              | ITF $25.000       | Sand              | Alina Tscharajewa  | 4:6, 6:4, 6:4  |
| 3.  | 20. September 2020 | Frýdek-Místek         | ITF $25.000       | Sand              | Gabriela Talabă    | 3:6, 6:4, 6:0  |
| 4.  | 19. Dezember 2020  | Wolkenstein in Gröden | ITF $25.000       | Hartplatz (Halle) | Lea Bošković       | 6:70, 6:0, 6:3 |
| 5.  | 17. Januar 2021    | Hamburg               | ITF W25           | Hartplatz (Halle) | Linda Fruhvirtová  | 6:2, 6:3       |
| 6.  | 20. Juni 2021      | Staré Splavy          | ITF W60           | Sand              | Aleksandra Krunić  | 7:65, 6:3      |
| 7.  | 21. November 2021  | Funchal               | ITF W25           | Hartplatz         | Martina Trevisan   | 6:3, 7:5       |
| 8.  | 30. Januar 2022    | Orlando               | ITF W60           | Hartplatz         | Christina McHale   | 6:0, 6:1       |
| 9.  | 12. Juni 2022      | Valencia              | WTA Challenger    | Sand              | Wang Xiyu          | 6:4, 4:6, 6:3  |
| 10. | 23. Juli 2023      | Palermo               | WTA 250           | Sand              | Jasmine Paolini    | 6:4, 1:6, 6:1  |
| 11. | 15. Oktober 2023   | Zhengzhou             | WTA 500           | Hartplatz         | Barbora Krejčíková | 2:6, 6:2, 6:4  |
| 12. | 21. Juli 2024      | Palermo               | WTA 250           | Sand              | Karolína Muchová   | 6:4, 4:6, 6:2  |
| 13. | 3. August 2024     | Paris                 | Olympische Spiele | Sand              | Donna Vekić        | 6:2, 6:3       |
| 14. | 27. Oktober 2024   | Tokio                 | WTA 500           | Hartplatz         | Sofia Kenin        | 7:65, 6:3      |

### Finalteilnahmen Einzel
| Nr. | Datum              | Turnier         | Kategorie              | Belag     | Finalgegnerin      | Ergebnis       |
| --- | ------------------ | --------------- | ---------------------- | --------- | ------------------ | -------------- |
| 1.  | 25. September 2022 | Tokio           | WTA 500                | Hartplatz | Ljudmila Samsonowa | 5:7, 5:7       |
| 2.  | 27. Januar 2024    | Australian Open | Grand Slam             | Hartplatz | Aryna Sabalenka    | 3:6, 2:6       |
| 3.  | 13. Oktober 2024   | Wuhan           | WTA 1000               | Hartplatz | Aryna Sabalenka    | 3:6, 7:5, 3:6  |
| 4.  | 9. November 2024   | Riad            | WTA Tour Championships | Hartplatz | Coco Gauff         | 6:3, 4:6, 6:72 |

## Karrierestatistik und Turnierbilanz

### Dameneinzel
Die letzte Aktualisierung erfolgte nach dem WTA-Turnier in London 2025.
| Turnier                      | 2018              | 2019              | 2020              | 2021              | 2022              | 2023              | 2024      | 2025      | T / T       | S/N         | Sieg%       |
| ---------------------------- | ----------------- | ----------------- | ----------------- | ----------------- | ----------------- | ----------------- | --------- | --------- | ----------- | ----------- | ----------- |
| Australian Open              | –                 | –                 | –                 | –                 | 2                 | 2                 | F         | 2         | 0 / 4       | 9:4         | 69 %        |
| French Open                  | –                 | –                 | –                 | –                 | AF                | 2                 | 3         | VF        | 0 / 4       | 10:4        | 71 %        |
| Wimbledon                    | –                 | –                 | n. a.             | –                 | 3                 | 1                 | 1         | 1         | 0 / 4       | 2:4         | 33 %        |
| US Open                      | –                 | –                 | –                 | –                 | 3                 | VF                | VF        |           | 0 / 3       | 10:3        | 77 %        |
| WTA Finals                   | –                 | –                 | n. a.             | –                 | –                 | –                 | F         |           | 0 / 1       | 3:2         | 60 %        |
| Doha                         | –                 | a. K.             | –                 | a. K.             | –                 | a. K.             | AF        | 2         | 0 / 2       | 1:2         | 33 %        |
| Dubai                        | a. K.             | –                 | a. K.             | –                 | a. K.             | 2                 | VF        | 2         | 0 / 3       | 3:2         | 60 %        |
| Indian Wells                 | –                 | –                 | n. a.             | –                 | 2                 | –                 | 2         | VF        | 0 / 3       | 4:3         | 57 %        |
| Miami                        | –                 | –                 | n. a.             | –                 | 1                 | AF                | 3         | VF        | 0 / 4       | 6:4         | 60 %        |
| Madrid                       | –                 | –                 | n. a.             | –                 | 1                 | 3                 | 2         | 2         | 0 / 4       | 1:4         | 20 %        |
| Rom                          | –                 | –                 | –                 | –                 | –                 | VF                | VF        | HF        | 0 / 3       | 10:3        | 77 %        |
| Kanada                       | –                 | –                 | n. a.             | –                 | VF                | 2                 | –         |           | 0 / 2       | 4:2         | 67 %        |
| Cincinnati                   | –                 | –                 | –                 | –                 | –                 | AF                | AF        |           | 0 / 2       | 3:2         | 60 %        |
| Peking                       | –                 | –                 | nicht ausgetragen | nicht ausgetragen | nicht ausgetragen | 1                 | HF        |           | 0 / 2       | 4:2         | 67 %        |
| Wuhan                        | –                 | Q1                | nicht ausgetragen | nicht ausgetragen | nicht ausgetragen | nicht ausgetragen | F         |           | 0 / 1       | 4:1         | 80 %        |
| Olympische Spiele            | nicht ausgetragen | nicht ausgetragen | nicht ausgetragen | –                 | n. a.             | n. a.             | S         | n. a.     | 1 / 1       | 6:0         | 100 %       |
| Billie Jean King Cup         | –                 | –                 | –                 | –                 | PO                | –                 | PO        |           | 0 / 2       | 3:1         | 75 %        |
| Statistik                    | Statistik         | Statistik         | Statistik         | Statistik         | Statistik         | Statistik         | Statistik | Statistik | S/N         | S/N         | Sieg%       |
| Turnierteilnahmen            | 9                 | 11                | 13                | 14                | 20                | 22                | 21        | 10        | Gesamt: 120 | Gesamt: 120 | Gesamt: 120 |
| Erreichte Finals             | 0                 | 0                 | 4                 | 3                 | 3                 | 3                 | 6         | 0         | Gesamt: 19  | Gesamt: 19  | Gesamt: 19  |
| Gewonnene Titel              | 0                 | 0                 | 4                 | 3                 | 2                 | 2                 | 3         | 0         | Gesamt: 14  | Gesamt: 14  | Gesamt: 14  |
| Hartplatz-Siege/-Niederlagen | 12:8              | 14:8              | 12:5              | 18:5              | 27:12             | 26:12             | 30:11     | 7:5       | 146:66      | 146:66      | 69 %        |
| Sand-Siege/-Niederlagen      | 2:1               | 0:3               | 26:3              | 16:6              | 10:4              | 11:4              | 19:4      | 10:4      | 94:29       | 94:29       | 76 %        |
| Rasen-Siege/-Niederlagen     | 0:0               | 0:0               | 0:0               | 0:0               | 2:3               | 0:3               | 1:2       | 2:1       | 5:9         | 5:9         | 36 %        |
| Gesamt-Siege/-Niederlagen    | 14:9              | 14:11             | 38:8              | 34:11             | 39:19             | 37:19             | 50:17     | 19:10     | 245:104     | 245:104     | 70 %        |
| Sieg%                        | 61 %              | 56 %              | 83 %              | 76 %              | 67 %              | 66 %              | 75 %      | 66 %      | Gesamt:     | Gesamt:     | 70 %        |
| Jahresendposition            | 933               | 649               | 324               | 143               | 25                | 15                | 5         |           | N/A         | N/A         | N/A         |

Zeichenerklärung: S = Turniersieg; F, HF, VF, AF = Einzug ins Finale / Halbfinale / Viertelfinale / Achtelfinale; 1, 2, 3 = Ausscheiden in der 1. / 2. / 3. Hauptrunde; RR = Round Robin (Gruppenphase); n. a. = nicht ausgetragen; a. K. = andere Kategorie; PO (Play-off) = Auf- und Abstiegsrunde im Billie Jean King Cup; K1, K2, K3 = Teilnahme in der Kontinentalgruppe I, II, III im Billie Jean King Cup.
Anmerkung: Diese Statistik berücksichtigt alle Ergebnisse im Einzel bei ITF- und WTA-Turnieren. Als Quelle dient die ITF-Seite der Spielerin. Dargestellt sind nur WTA-Turniere der Kategorien Premier Mandatory und Premier 5 (2009–2020) bzw. die WTA-Turniere der Kategorie 1000 (seit 2021).

### Juniorinneneinzel
| Turnier         | 2018 | 2019 | Karriere |
| --------------- | ---- | ---- | -------- |
| Australian Open | 1    | 2    | 2        |
| French Open     | AF   | HF   | HF       |
| Wimbledon       | AF   | AF   | AF       |
| US Open         | AF   | HF   | HF       |

Zeichenerklärung: S = Turniersieg; F, HF, VF, AF = Einzug ins Finale / Halbfinale / Viertelfinale / Achtelfinale; 1, 2, 3 = Ausscheiden in der 1. / 2. / 3. Hauptrunde; nicht ausgetragen

### Juniorinnendoppel
| Turnier         | 2018 | 2019 | Karriere |
| --------------- | ---- | ---- | -------- |
| Australian Open | AF   | 1    | AF       |
| French Open     | —    | VF   | VF       |
| Wimbledon       | 1    | 1    | 1        |
| US Open         | VF   | 1    | VF       |

## Auszeichnungen
- WTA Newcomer of the Year – 2022[3]
- WTA Most Improved Player of the Year – 2023[4]